# Зибенхиртен (станция метро)
Зибенхиртен (нем. Siebenhirten) — станция венского метрополитена, обслуживает Лизинг, 23-й район Вены, и является конечной станцией линии U6 на юге. Принято считать, что станция открыта 15 апреля 1995 года, хотя несколько раньше это была конечная станция линии скоростного трамвая 64. Станция расположена выше Кетцергассе (Ketzergasse), между Dr.-Hanswenzel-Gasse и Поршештрассе в пределах городской черты Вены. К западу от станции расположена промышленная часть Лизинга, а восточнее — поселение Винерфлур (Wienerflur).
Станция была открыта в 1995 году с продлением линии U6 от автовокзала Meidling Вены до Зибенхиртена (Siebenhirten) с частичным использованием прежнего трамвайного маршрута №64, но не включая весь этот маршрут. Возле станции смонтировано устройство перехватывающей парковки, а также расположен автовокзал для междугородних автобусов и ночных трамваев 64 маршрута и до 1995 года была кольцевая развязка для трамваев.